# Vipera wagneri
Vipera wagneri este o specie de șerpi din genul Vipera, familia Viperidae, descrisă de Birger Nilson și Andrén 1984. A fost clasificată de IUCN ca specie pe cale de dispariție (stare critică). Conform Catalogue of Life specia Vipera wagneri nu are subspecii cunoscute.

## Galerie

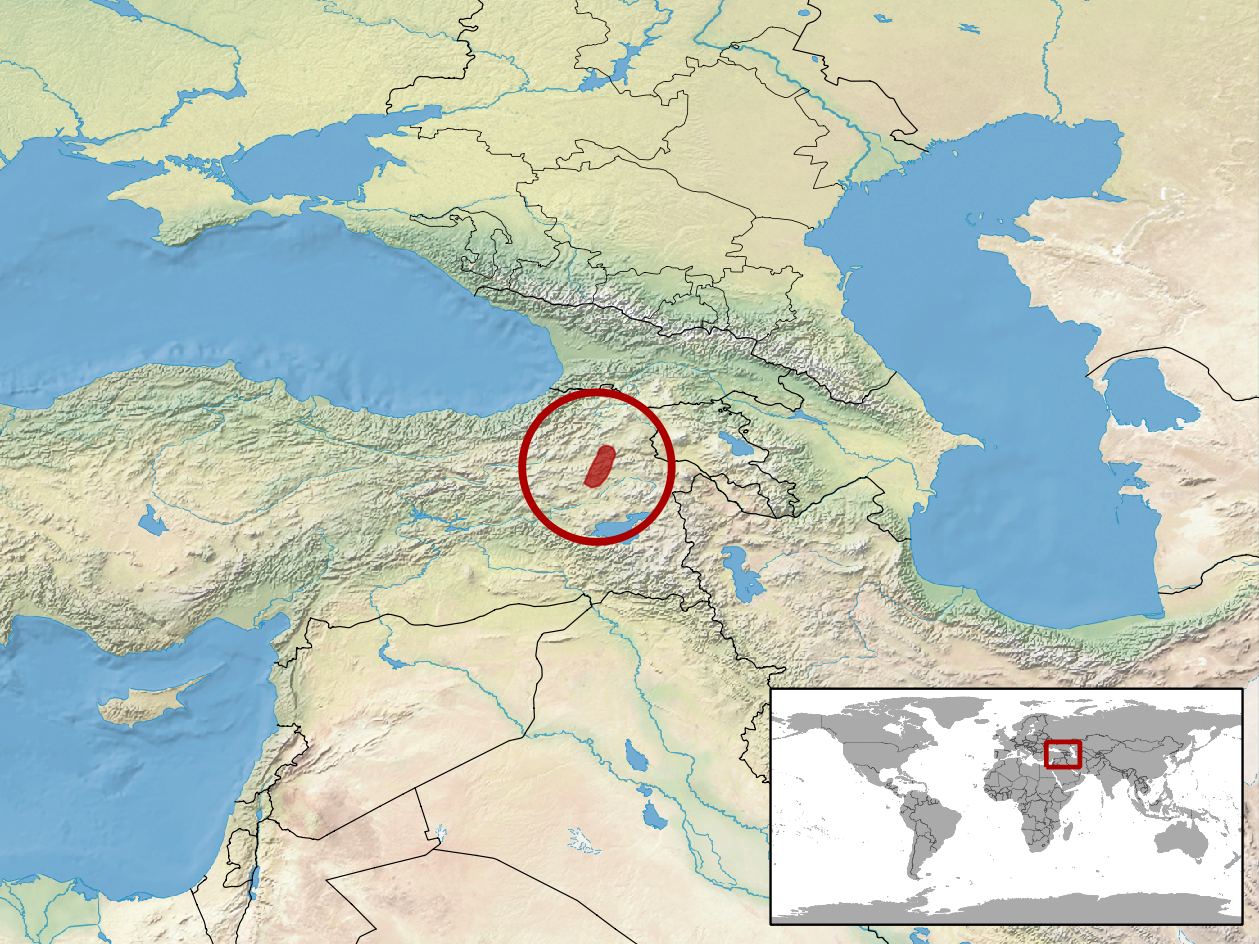
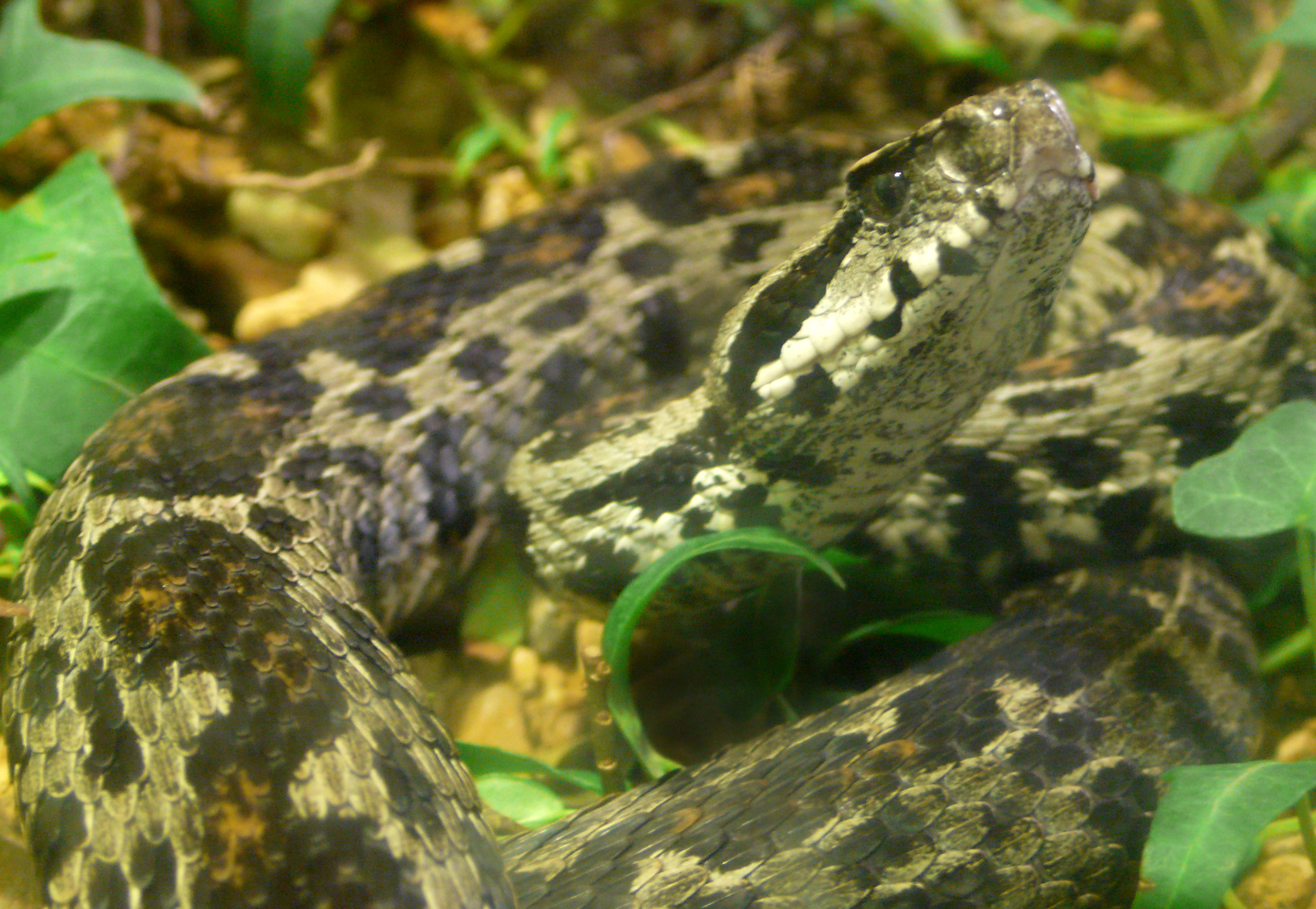
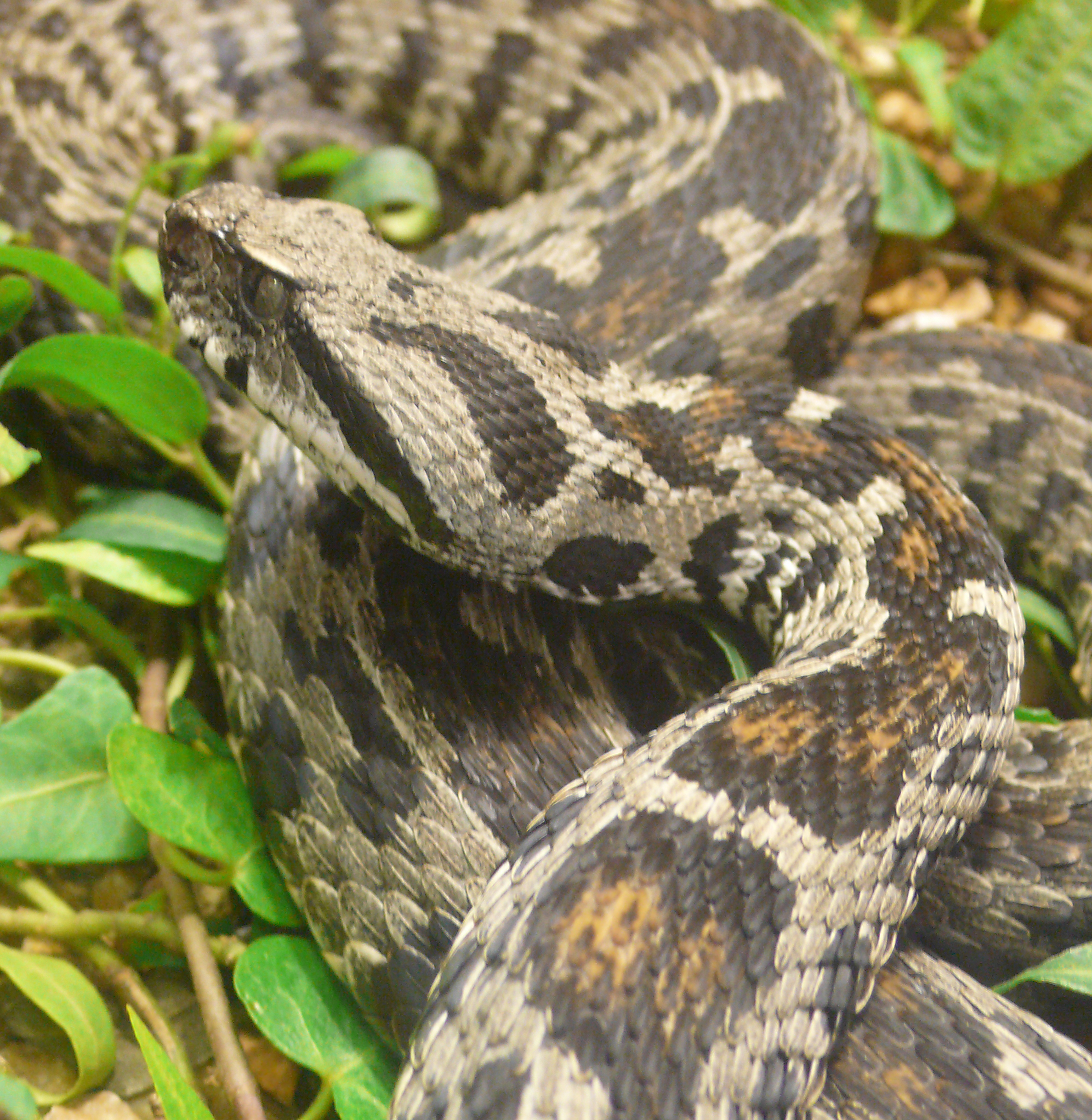
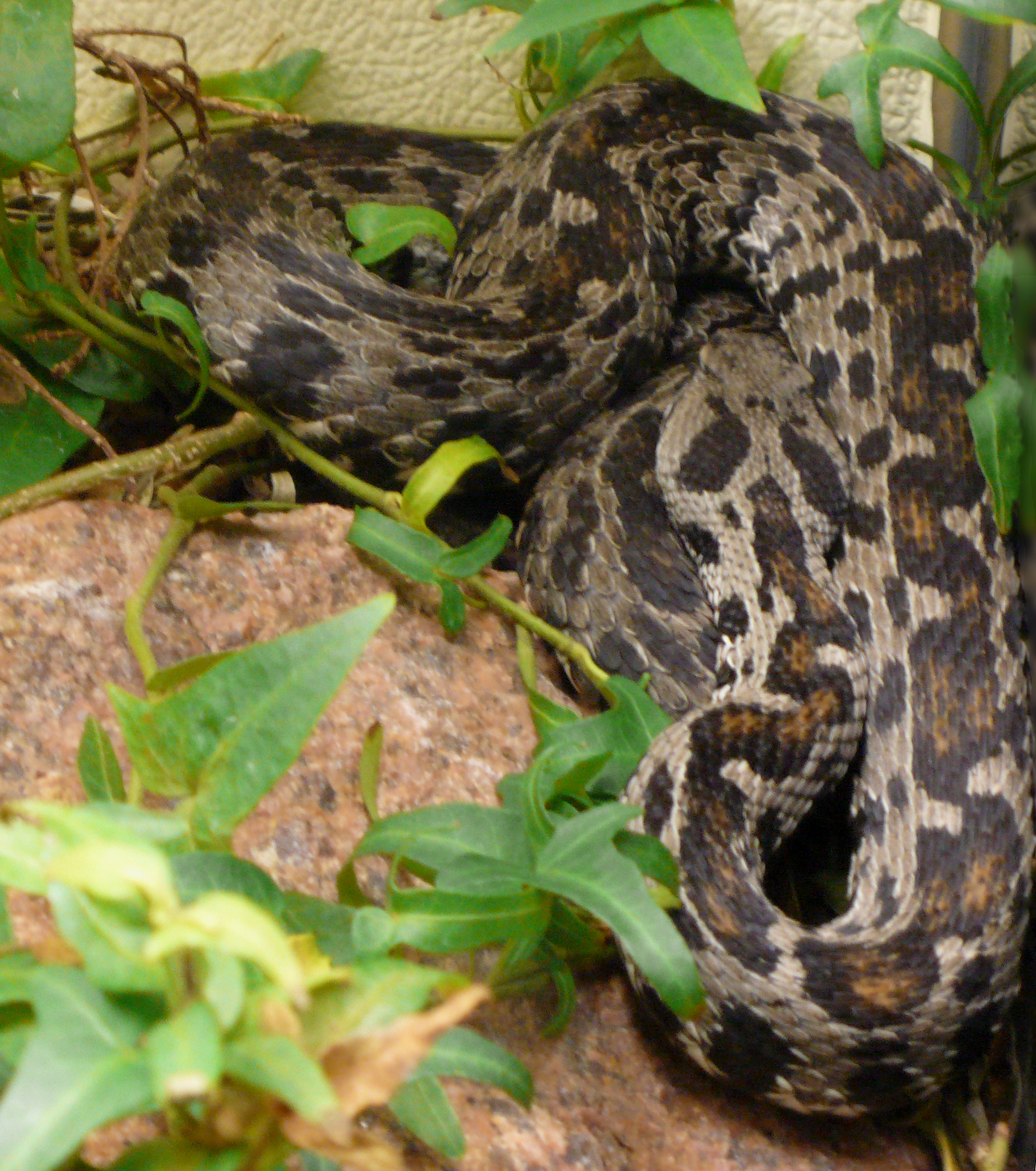